# 259년

## 연호
- 위(魏) 감로(甘露) 4년
- 촉(蜀) 경요(景耀) 2년
- 오(吳) 영안(永安) 2년

## 기년
- 위(魏) 폐제(廢帝) 6년
- 촉(蜀) 후주(後主) 37년
- 오(吳) 경제(景帝) 2년
- 신라(新羅) 첨해 이사금(沾解泥師今) 13년
- 고구려(高句麗) 중천왕(中川王) 12년
- 백제(百濟) 고이왕(古爾王) 26년

## 사건
- 위나라가 고구려를 침입함.
- 음력 7월, 가뭄과 메뚜기로 신라에 흉년이 들었고, 도둑이 많았다.

## 탄생
서진의 2대황제 진 혜제

## 참고 문헌
- 김부식 (1145). 〈권02 첨해 이사금 條〉. 《삼국사기》.